# Pico San Jacinto
O Pico San Jacinto (em inglês:  San Jacinto Peak ou Mount San Jacinto) é a montanha mais alta dos Montes San Jacinto, na Califórnia, com 3302 m de altitude e 2356 m de proeminência topográfica.  Fica no interior do Parque Estatal Mount San Jacinto. O naturalista John Muir escreveu acerca desta montanha, "A vista de San Jacinto é o espetáculo amis sublime que se pode encontrar em qualquer lugar da Terra!"
O "San Jacinto Peak" é um dos picos de maior proeminência topográfica nos Estados Unidos. Conhecido pelo espetacular lado norte, o pico atinge 3000 metros acima do Passo San Gorgonio, sendo local do Cactus to Clouds Trail.